# 235

## Esdeveniments
- A l'Imperi Romà, inici de la crisi del segle iii. L'emperador Alexandre Sever és substituït per Maximí el Traci.
- 21 de novembre - Comença el Pontificat d'Anter I (235-236).[1]
- Cao Fang (231-274), futur emperador de Cao Wei (Regne de Wei) durant el període dels Tres Regnes de la Xina, esdevé príncep de Qi
- Orígenes escriu Εἰς μαρτύριον προτρεπτικὸς λόγος, Exhortatio ad Martyrium
- Argentoratum, ciutat romana origen de l'actual Estrasburg, pateix un gran incendi

## Naixements
- Hostilià (235 ?-251), breu emperador romà
- Sun Xiu (235-264), tercer emperador del Wu Oriental durant el període dels Tres Regnes de l'antiga Xina

## Necrològiques

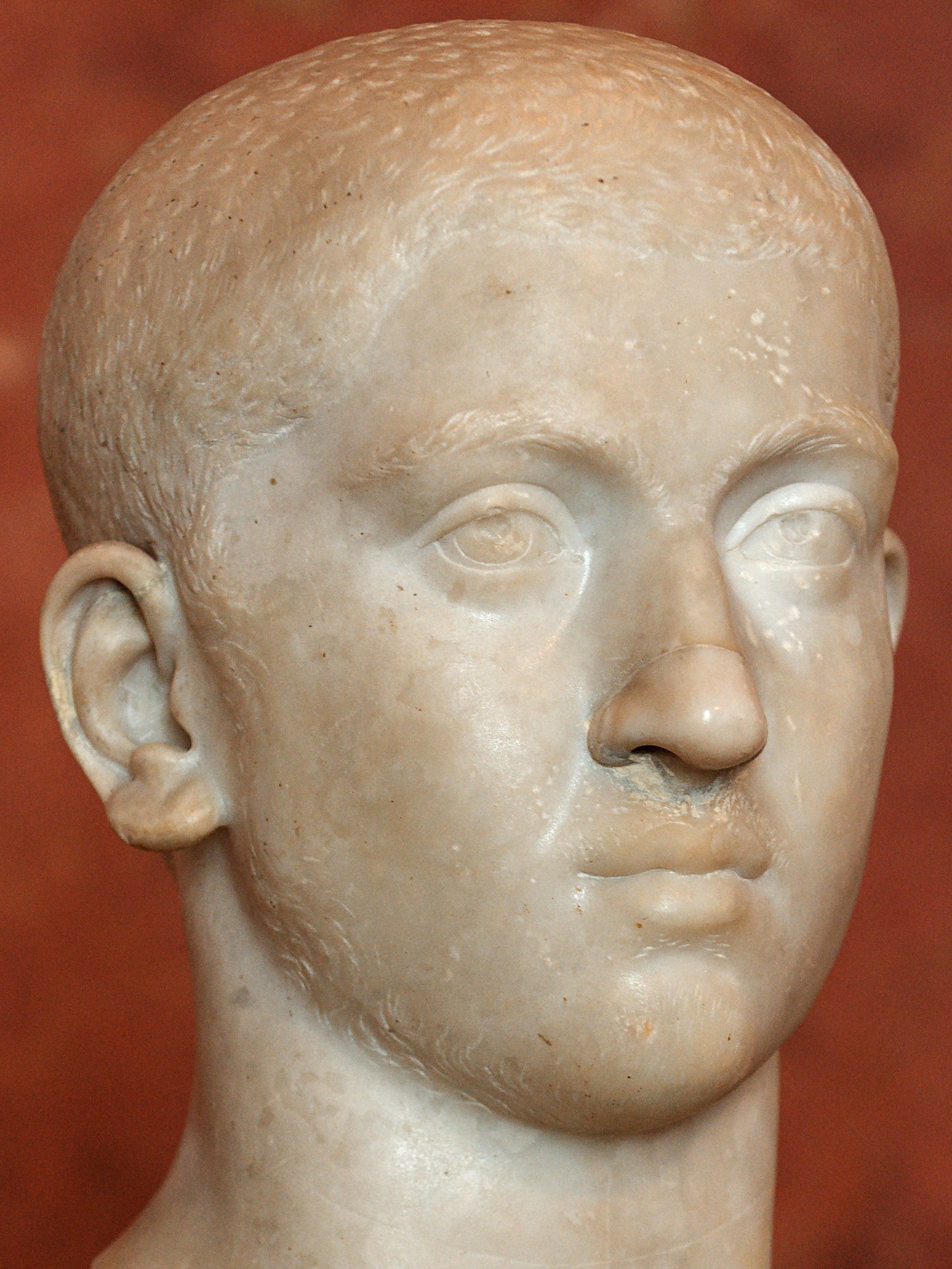
Bust de l'emperador romà Alexandre Sever

- Chen Zhen (Dinastia Han), ministre de Shu Han, un dels Tres Regnes de la Xina
- Claudi Elià, escriptor i compilador romà
- Sant Hipòlit, escriptor cristià, antipapa i Pare de l'Església
- Kebineng, líder territorial de la tribu Xianbei durant els períodes de la tardana Dinastia Han Oriental i els Tres Regnes de la història xinesa
- Guo Nüwang, va ser una emperadriu de Cao Wei durant el període dels Tres Regnes de la història xinesa. Va estar casada amb Cao Pi (l'Emperador Wen), el primer emperador de Cao Wei.
- Yang Yi, ministre de Shu Han, un dels Tres Regnes de la Xina
- 18 de març, Alexandre Sever, emperador romà, darrer membre de la dinastia Severa
  - Júlia Mamea, mare de l'anterior i morta conjuntament amb ell
- 28 de setembre, Poncià I, primer Papa que abdicà